# Maurizio Zanolla
Maurizio Zanolla (conosciuto anche come Manolo) (Feltre, 16 febbraio 1958) è un arrampicatore, alpinista e guida alpina italiano.
Soprannominato Il Mago, è uno dei pionieri dell'arrampicata libera in Italia ed è uno dei volti più conosciuti di questo sport in Italia: è stato infatti il primo italiano a salire una via d'arrampicata di difficoltà 8b con l'Ultimo Movimento in Totoga (Pale di San Martino) nel 1986 e ha praticato l'arrampicata in solitaria free solo fino all'8a con Masala Dosa sulla falesia di San Silvestro nel 1992. 
Persona schiva, vive la sua passione per l'arrampicata in maniera personale, filosofica e romantica, non avendo mai voluto partecipare alle competizioni di arrampicata.

## Biografia

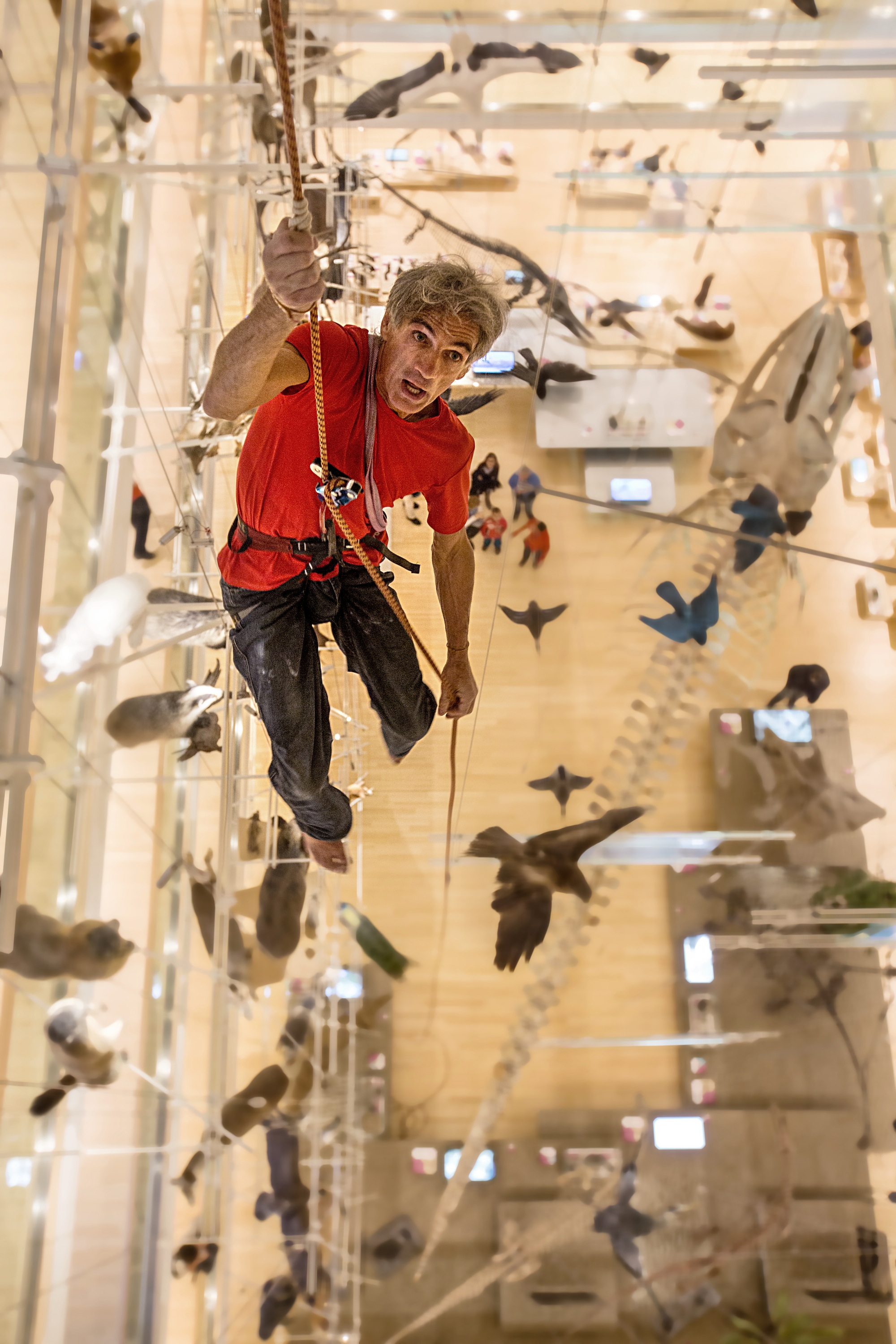
Manolo si arrampica nel "grande vuoto" all'interno del MUSE di Trento (2013)

Manolo ha iniziato ad arrampicare all'età di 17 anni ed ha sempre privilegiato l'arrampicata su placca o sul verticale, piuttosto che sugli strapiombi. La sua evoluzione tecnica passa attraverso l'utilizzo di appigli sempre più piccoli, equilibri molto precari su itinerari con protezioni spesso "psicologiche", enfatizzando così l'arrampicata globale, non solo fisica quindi ma anche mentale. Nel 1977 'liberò' la via Cassin alla Torre Trieste (6c) e la Bonatti al Grand Capucin. Nel 1978, in un mese aprì 28 vie, tra le quali 'I piazaroi', sulla Cima della Madonna alle Pale di San Martino (7b). Alla fine degli anni settanta apre vie in montagna con gradi e protezioni severi per l'epoca come "Lucertola Schizofrenica" in Totoga nel 1979 (9 chiodi, fino al 6b) o "Supermatita" sul Sass Maor nel 1980 (7 chiodi, fino al 6b).
In falesia sale tra i primi al mondo i gradi più alti con "Il Mattino dei Maghi" 7c+ nel 1981 in Totoga, diversi 8a dal 1982 al 1984, Terminator nel 1985, dato 8a+ e oggi considerato 8b/8b+, e con Ultimo Movimento 8b nel 1986, ufficialmente primo 8b italiano allora prima delle poche ripetizioni di Terminator. Nel 1985 i primi 8a a vista in Austria. L'8c arriva con la prima salita di The Dream in Val Noana nel 1991 e poi con la ripetizione nel 2001 della via di Rolando Larcher del 1992 L'Arte di Salire in Alto a Celva. Nel 1998 sale Appigli Ridicoli nella falesia del Baule, gradata prima 8b e poi 9a dopo la chiusura di due buchi artificiali avvenuta nel 2001. Nel 2006, a 48 anni, sale il suo primo 9a, Bain de Sang nella falesia svizzera di Saint-Loup, via di Fred Nicole del 1993. Nel 2008, a 50 anni, sempre a Saint-Loup sale Bimbaluna, via di 9a+ di François Nicole del 2004.
Nel 1984 realizzò la prima ripetizione della 'via attraverso il pesce' in Marmolada. Al 1993 risale la prima ascensione della via 'Nureyev' al Sass Maor con chiodatura dall'alto (8a) In montagna ha aperto e liberato vie lunghe di alta difficoltà come Cani Morti sulle Pale di San Martino con Riccardo Scarian nel 2004 e Solo per vecchi guerrieri sulle Vette Feltrine nel 2006. Il 24 agosto 2009, a 51 anni, chioda e libera “Eternit”, la via nata dalla prosecuzione di “O ce l'hai… o ne hai bisogno” nella falesia del Baule. Il grado proposto è 9a, ma soprattutto per Manolo questa è una via che apre l'arrampicata su placca verticale ad un'altra dimensione.

## Falesia

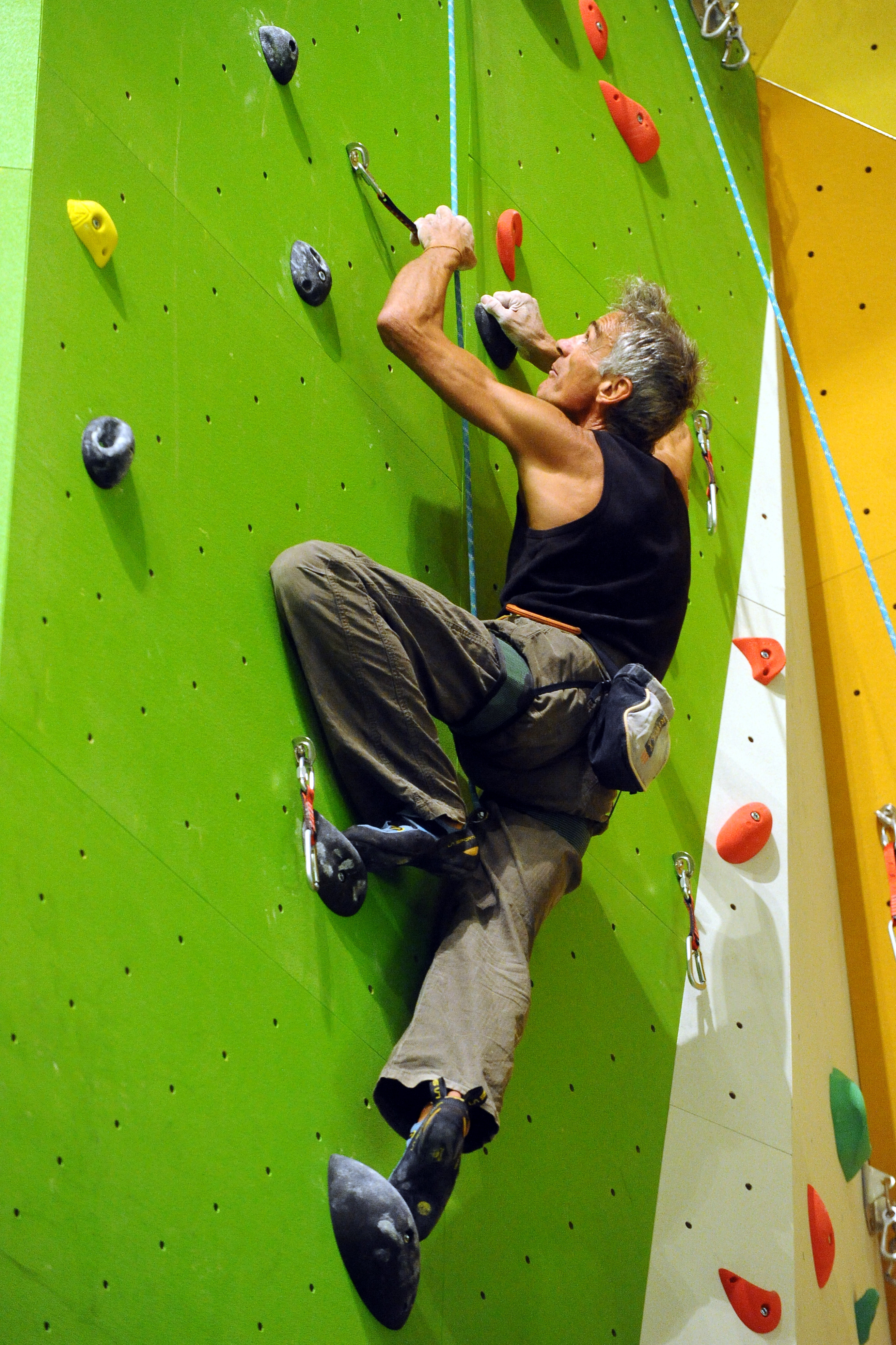
Manolo durante una arrampicata indoor nella palestra di roccia di Sanbàpolis, a Trento, nel 2013

- 1 via di 9a+
- 2 vie di 9a
- 1 via di 8c+
- 7 vie di 8c
- 1 8b+ a vista
- 1 8a in free solo

### Lavorato
- 9a+/5.15a:
  - Bimbaluna - Saint-Loup (SUI) - 20 gennaio 2008 - Ripetizione della via di François Nicole del 2004[5]
- 9a/5.14d:
  - Eternit - Vette Feltrine/Baule (ITA) - 24 agosto 2009 - Prima salita, prosecuzione di O ce l'hai...o ne hai bisogno[8]
  - Bain de Sang - Saint-Loup (SUI) - 2006 - Ripetizione della via di Fred Nicole del 1993[4]
- 8c+/5.14c:
  - Roby Present - Val Noana (ITA) - 24 marzo 2012 - Prima salita, via dedicata a Roberto Bassi[9]
- 8c/5.14b:
  - Eroi Fragili - Val Noana (ITA) - 5 marzo 2011 - Prima salita[10]
  - Stramonio - Val Noana (ITA) - 10 ottobre 2010 - Prima salita[11]
  - Thin ice - Terlago (ITA) - 25 aprile 2009 - Via di Nico Favresse del 2007[12]
  - El sior Favonio - Fonzaso (ITA) - 2006 - Prima salita[13]
  - Diabloluna - Fonzaso (ITA) - 7 gennaio 2006[14]

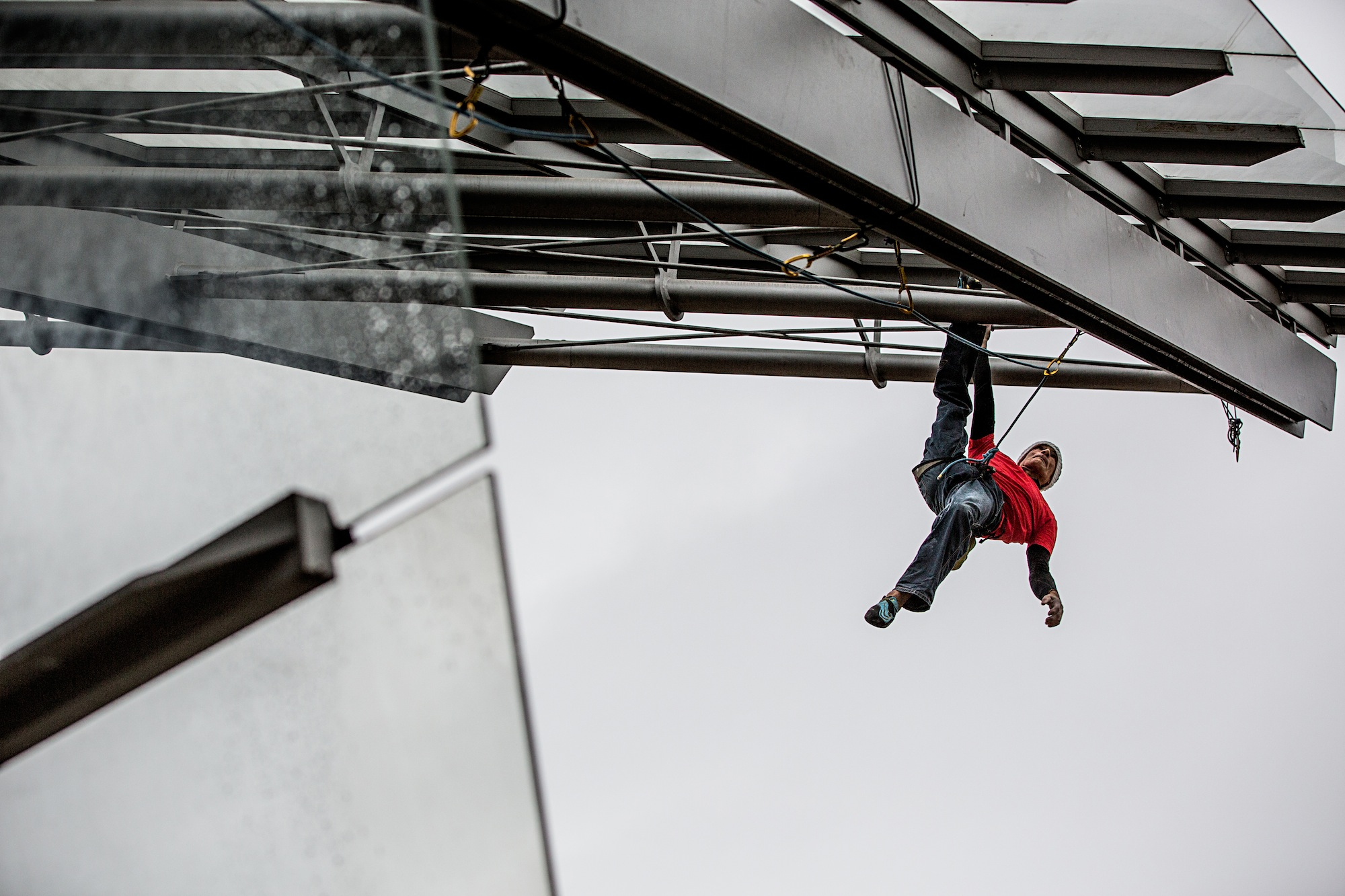
Maurizio Zanolla (Manolo) si arrampica sull'edificio del MUSE - Museo delle Scienze.

  - Maurizio Zanolla (Manolo) si arrampica sull'edificio del MUSE - Museo delle Scienze.L'Arte di Salire in Alto - Celva (ITA) - 2001 - Via di Rolando Larcher del 1992[2]
  - The Dream - Val Noana (ITA) - ottobre 1991 - Prima salita
- 8b+/5.14a:
  - Appigli Ridicoli - Vette Feltrine/Baule (ITA) - 1990 - Ora 9a per la chiusura di due appigli[3]
  - Il Maratoneta - Paklenica (CRO) - 1988
  - Malvasia - Dvigrad (CRO) - 1988
- 8b/5.13d:
  - O ce l'hai… o ne hai bisogno - Vette Feltrine/Baule (ITA) - 1990
  - Ultimo Movimento - Totoga (ITA) - 1986 - Prima salita e primo 8b italiano

### A vista
- 8b+/5.14a:
  - Rock and Blues - Kalymnos (GRE) - 19 giugno 2009[15]

### Free Solo
- 8a/5.13b:
  - Masala Dosa in Totoga, nella falesia di San Silvestro (Imer) - 1992

## Vie lunghe
Nel seguente elenco sono riportate alcune delle vie lunghe più significative di Manolo.
- Due spit alla fine - Cima d'Auta - 3 ottobre 2007 - Prima salita in libera con Omar Genuin[16]
- Solo per vecchi guerrieri - Vette Feltrine - agosto 2006 - Prima salita in libera[7]
- Cani Morti - 23 agosto 04 - Pale di San Martino/Campanile di Lastei - Prima salita in libera con Riccardo Scarian[6]
- Attraverso il Pesce - Marmolada/Punta Ombretta (ITA) - 1984 - Seconda salita con Heinz Mariacher, Luisa Iovane e Bruno Pederiva in tre giorni, non in libera[17]
- Supermatita - Sass Maor - agosto 1980 - Prima salita con Piero Valmassoi[1]
- Lucertola Schizofrenica - Totoga - 1979 - Prima salita

## Libri
- Nelle Pale di San Martino. Scalate scelte: Canali-Fradusta, Tognazza, Totoga, Bologna, Zanichelli, 1983.
- Appigli ridicoli. Arrampicare nel Primiero, Brescia, Artigianelli, 1998.
- In bilico... fra la storia e i racconti delle vie nelle falesie del Primiero, Trento, Osteria Taci cavallo Editing, 2013
- Eravamo immortali, Fabbri, 2018, ISBN 8891517577.

## Filmografia
- Verticalmente démodé - 2012 - Regia di Davide Carrari, coautore e protagonista Maurizio Zanolla, 19'[18]

## Riconoscimenti
- Premio del Club Alpino Italiano - Genziana d'oro al miglior film di alpinismo o montagna, Premio Città di Imola e Premio Mario Bello al Trento Film Festival 2012 per Verticalmente démodé.[19]